# Gialli Feltrinelli K 350
Gialli Feltrinelli K 350 è una collana di romanzi della Feltrinelli incentrati su tematiche thriller. I 10 numeri della collana sono usciti tra il 1966 e il 1967.

## Elenco delle uscite
| Numero | Titolo                           | Titolo originale           | Autore                   |
| ------ | -------------------------------- | -------------------------- | ------------------------ |
| 1      | Massacro su ordinazione          | A Small War Made to Order  | Norman Lewis             |
| 2      | Blues di Bay City                | Bay City Blues             | Raymond Chandler         |
| 3      | Una barriera di vuoto            | The Blank Wall             | Elisabeth Sanxay Holding |
| 4      | Chiamata per il morto            | Call for the Dead          | John Le Carré            |
| 5      | Alla morte piace caldo           | Death Likes It Hot         | Edgar Box                |
| 6      | A quattro mani                   | Composition for Four Hands | Hilda Lawrence           |
| 7      | L'enorme ingranaggio             | The Big Clock              | Kenneth Fearing          |
| 8      | A Vienna per Alexandra           | Himself Again              | R.E. Pickering           |
| 9      | Un dito ha un'ombra lunga e nera | The Iron Gates             | Margaret Millar          |
| 10     | Trappola per Cenerentola         | Piège pour Cendrillon      | Sébastien Japrisot       |